# USS LST-364
O USS LST-364 foi um navio de guerra norte-americano da classe LST que operou durante a Segunda Guerra Mundial.